# Riotka
Riotka – singel polskiej piosenkarki Dody. Premiera piosenki odbyła się 31 grudnia 2014. Tego samego dnia na stronie Vevo opublikowano również teledysk, który w niecały tydzień od premiery obejrzano ponad milion razy. Doda premierowo zaśpiewała „Riotkę” podczas Sylwestrowej Mocy Przebojów 2014 w telewizji Polsat. Utwór spotkał się z pozytywnym odbiorem, otrzymując nawet miano jednego z najlepszych polskich nagrań 2015 roku. 15 grudnia 2015 singel został certyfikowany złotem, zaś 14 września 2017 pokrył się platyną. Dzięki drugiemu z tych wyróżnień Doda wystąpiła w Koncercie Platynowym na Polsat SuperHit Festiwalu 2018.
Utwór w 2022 został wydany jako bonusowy na czwartym solowym albumie Dody zatytułowanym Aquaria.

## Geneza i wydanie
Piosenkę „Riotka” skomponowała Chelcee Grimes, a za produkcję odpowiedzialni byli szwedzcy producenci muzyczni Peter Wallevik oraz Tonio Speciale. Tekst do piosenki napisała Kasia Popowska wspólnie z Dodą. Reżyserem teledysku jest Michał Bolland. Singel został wydany w formacie digital download na portalu Muzodajnia, iTunes i innych.

## Anglojęzyczna wersja – „Not Over You”
W lutym 2015 nagrana została anglojęzyczna wersja utworu – „Not Over You”. 6 marca 2015 w serwisie Muzodajnia odbyła się jej prapremiera. Dzień później piosenka w całości została opublikowana w serwisie YouTube. Radiowa premiera „Not Over You” odbyła się 8 marca w Pierwszym Programie Polskiego Radia. 9 marca piosenkę udostępniono w muzycznych sklepach internetowych: iTunes, Google Play i innych. 12 marca zaprezentowano tzw. „lyric video” („teledysk tekstowy”). Tekst do utworu napisał Mich Hedin Hansen.

## Notowania

### Listy airplay
| Kraj   | Notowanie (2015)         | Najwyższa pozycja na liście |
| ------ | ------------------------ | --------------------------- |
| Polska | ZPAV (AirPlay – Nowości) | 4                           |

### Listy przebojów
Radio
| Kraj   | Notowanie (2015)              | Najwyższa pozycja na liście |
| ------ | ----------------------------- | --------------------------- |
| Polska | Polskie Radio Szczecin (SLiP) | 45                          |
| Polska | Radio Eska (Gorąca 20)        | Propozycja                  |
| Polska | Wietrzne Radio (Top 15)       | 6                           |

Telewizja
| Kraj   | Notowanie (2015)    | Najwyższa pozycja na liście |
| ------ | ------------------- | --------------------------- |
| Polska | Eska TV (Gorąca 20) | 12                          |

## Certyfikat
| Kraj          | Certyfikat | Sprzedaż |
| ------------- | ---------- | -------- |
| Polska (ZPAV) | platyna    | 20 000+  |